# حمله به مسافران قطار وورتسبورگ ۲۰۱۶
در ۱۸ ژوئیه ۲۰۱۶، یک پناهنده ۱۷ ساله افغان با چاقو و تبر به یک قطار مسافربری حمله و باعث زخمی شدن پنج نفر شد. این حمله در قطار بین ترویشتلینگن و وورتسبورگ اتفاق افتاد. قربانیان داخل قطار یک زن و شوهر، دختر و دوست پسر او) بودند که ملیتی هنک کنگی داشتند نفر پنج نیز یک زن محلی بود. چهارده نفر نیز در داخل قطار که شاهد عینی ماجرا بودند در اثر ترس وحشت شوکه شده بودند که تحت درمان قرار گرفتند. مهاجم پس از این حمله به ضرب گلوله پلیس کشته شد.

## مرتبط با داعش
مقام‌های آلمان اعلام کردند که در خانه عامل حمله، پرچم داعش پیدا کرده‌اند.